# NGC 146
NGC 146 je otvoreni skup u zviježđu Kasiopeji.

## Vanjske poveznice
- SEDS: NGC 0146